# Монаганс (Техас)
Монаганс (англ. Monahans) — місто (англ. city) в США, в округах Ворд і Вінклер штату Техас. Населення — 7836 осіб (2020).

## Географія
Монаганс розташований за координатами 31°40′19″ пн. ш. 103°4′59″ зх. д. / 31.67194° пн. ш. 103.08306° зх. д. (31.671815, -103.083057).  За даними Бюро перепису населення США в 2010 році місто мало площу 73,53 км², з яких 73,50 км² — суходіл та 0,03 км² — водойми.

### Клімат
| Клімат : Монаганс       | Клімат : Монаганс | Клімат : Монаганс | Клімат : Монаганс | Клімат : Монаганс | Клімат : Монаганс | Клімат : Монаганс | Клімат : Монаганс | Клімат : Монаганс | Клімат : Монаганс | Клімат : Монаганс | Клімат : Монаганс | Клімат : Монаганс | Клімат : Монаганс |
| Показник                | Січ.              | Лют.              | Бер.              | Квіт.             | Трав.             | Черв.             | Лип.              | Серп.             | Вер.              | Жовт.             | Лист.             | Груд.             | Рік               |
| Абсолютний максимум, °C | 30,6              | 32,8              | 37,8              | 41,1              | 45,6              | 48,9              | 46,1              | 43,3              | 42,2              | 40,0              | 33,3              | 30,0              | 48,9              |
| Середній максимум, °C   | 16,6              | 19,2              | 23,6              | 28,6              | 33,1              | 36,4              | 37,0              | 36,1              | 32,8              | 28,1              | 21,5              | 16,6              | 27,4              |
| Середній мінімум, °C    | −1,9              | 0,6               | 4,2               | 9,0               | 14,4              | 19,4              | 20,7              | 20,3              | 16,5              | 10,3              | 3,2               | −1,6              | 9,6               |
| Абсолютний мінімум, °C  | −22,8             | −22,2             | −11,1             | −3,9              | 1,7               | 7,2               | 10,0              | 10,0              | 0,6               | −5,6              | −12,2             | −15               | −22,8             |
| Норма опадів, мм        | 14                | 18                | 13                | 14                | 41                | 34                | 41                | 44                | 52                | 41                | 15                | 17                | 344               |
| ----------------------- | ----------------- | ----------------- | ----------------- | ----------------- | ----------------- | ----------------- | ----------------- | ----------------- | ----------------- | ----------------- | ----------------- | ----------------- | ----------------- |
| Джерело: NOAA           |                   |                   |                   |                   |                   |                   |                   |                   |                   |                   |                   |                   |                   |

## Демографія
Згідно з переписом 2010 року, у місті мешкали 6953 особи в 2562 домогосподарствах у складі 1833 родин. Густота населення становила 95 осіб/км².  Було 2966 помешкань (40/км²).
Расовий склад населення:
| - 75,1 % — білих - 6,5 % — чорних або афроамериканців - 0,9 % — корінних американців - 0,4 % — азіатів - 14,0 % — осіб інших рас |

До двох чи більше рас належало 3,1 %. Частка іспаномовних становила 51,0 % від усіх жителів.
За віковим діапазоном населення розподілялося таким чином: 28,1 % — особи молодші 18 років, 57,8 % — особи у віці 18—64 років, 14,1 % — особи у віці 65 років та старші. Медіана віку мешканця становила 35,3 року. На 100 осіб жіночої статі у місті припадало 89,1 чоловіків;  на 100 жінок у віці від 18 років та старших — 88,1 чоловіків також старших 18 років.
Середній дохід на одне домашнє господарство  становив 66 117 доларів США (медіана — 50 389), а середній дохід на одну сім'ю — 80 309 доларів (медіана — 58 837). Медіана доходів становила 55 625 доларів для чоловіків та 36 492 долари для жінок. За межею бідності перебувало 18,5 % осіб, у тому числі 24,6 % дітей у віці до 18 років та 9,0 % осіб у віці 65 років та старших.
Цивільне працевлаштоване населення становило 2910 осіб. Основні галузі зайнятості: освіта, охорона здоров'я та соціальна допомога — 20,2 %, сільське господарство, лісництво, риболовля — 19,8 %, транспорт — 9,7 %, фінанси, страхування та нерухомість — 8,9 %.